# Bitó nord-americà
El bitó nord-americà (Botaurus lentiginosus) és una espècie d'ocell de la família dels ardèids (Ardeidae). És l'equivalent nord-americà del bitó europeu i la seva presència als Països Catalans és esporàdica.

## Morfologia
- D'aspecte similar al bitó d'Euràsia però una mica menor amb 59 - 70 cm de llargària i 95 - 115 cm d'envergadura.
- Com la resta d'espècies del gènere és una garsa amb el cos i el coll robusts i potes curtes.
- Per sobre és de color marró finament clapejada de negre. Per sota és de color blanc molt tacada de marró. Capell marró.
- Una banda negra s'estén des de l'ull i a la llarga dels costats del coll.

## Hàbits
En general és solitari i camina sigil·losament. Quan detecta que pot ser vist, resta immòbil, amb el bec apuntant cap amunt, confonent-se amb les canyes. És més actiu al vespre. Més sovint se sent que no és vist.

## Hàbitat i distribució
Encara que són comuns en gran part de la seva àrea de distribució, és poc observat per estar normalment amagat en pantans, maresmes i praderies humides, entre joncs i espadanyes. En època de cria viu al Canadà i gran part dels Estats Units, mentre que hiverna al sud dels Estats Units, Mèxic i Amèrica Central. Ocasionalment arriba a l'Europa occidental, sobretot a l'hivern. A Catalunya va haver un albirament en gener de 1961.

## Alimentació
Igual que altres membres del gènere, caça als pantans i llacunes poc profundes on viu, amfibis, insectes, peixos i rèptils.

## Reproducció
La femella construeix el niu amb canyes i joncs a l'espesura sobre l'aigua. Allí pon 2 – 3 ous que cova durant 24 – 28 dies. La femella s'encarrega en exclusiva de covar i de la cura dels pollets, que deixen el niu després d'una o dues setmanes, però continuen rebent alimentació complementària fins a quatre setmanes d'edat.